# Arisaema maekawae
Arisaema maekawae är en kallaväxtart som beskrevs av Jin Murata och S.Kakish. Arisaema maekawae ingår i släktet Arisaema och familjen kallaväxter. Inga underarter finns listade.